# Alan Tate
Alan Tate (ur. 2 września 1982 w Easington) – angielski piłkarz występujący na pozycji obrońcy.